# 若江城
若江城（わかえじょう）は、大阪府東大阪市（旧・河内国若江郡）にあった日本の城（平城）。15世紀後半には河内守護・畠山氏が拠点とし、織田政権期には大坂本願寺攻めの前線基地として用いられた。

## 立地
若江は南北に長い河内国のほぼ中央に位置し、南から流れてくる大和川が二つに分かれた地点にあった。若江城は川により作られた自然堤防上にあり、周囲を低湿地で囲まれている。若江は水上交通の起点となる地で、大阪から奈良へと通じる十三街道と河内を南北に走る河内街道が交差する交通の要衝である。
若江の周辺には数多くの荘園が集中して所在しており、河内で最も農業生産力の高い地域だったとみられる。また、若江は古代から若江郡衙や若江寺（にゃくごうじ）が置かれる政治の場だった。

## 歴史

### 15世紀後半
若江城が初めて史料に現れるのは、長禄4年（1460年）9月のことである（『経覚私要鈔』）。この時、京都を追われた畠山義就が若江城に入城している。この頃、畠山氏では応仁の乱の一因ともなる家督争いが起きており、長禄4年（1460年）閏9月から10月にかけて、大和国龍田に陣を布く畠山政長と若江城の畠山義就の間で合戦が行われた。この戦いに敗れた義就は嶽山城（富田林市）へと退き、代わって政長が若江城に入城した。畠山氏は、永徳2年（1382年）に河内守護に任じられた畠山基国以降、河内のどこを守護所としていたか不明だが、義就や政長が入城していることから、この時期の守護所が若江であることが分かる。
文明9年（1477年）、京から河内に下向した義就に攻められて若江城は落城し、若江城を守っていた政長の守護代・遊佐長直は天王寺（大阪市）から船で逃れた。これ以降、義就は河内に在国するが、文明11年（1479年）、義就は誉田屋形（羽曳野市）を築き、そこを守護所としている。守護代の遊佐氏が若江城で活動した記録も、これ以降は一切見られず、小谷利明は若江城が廃城になったとしている。

### 16世紀後半
次に若江城が文献上に現れるのは16世紀後半、三好義継の居城としてである。永禄11年（1568年）に足利義昭が織田信長と共に上洛すると、三好義継は当初、飯盛山城（大東市・四條畷市）を与えられた（『多聞院日記』）。その後、義継は拠点を若江に移しており、永禄13年（1570年）1月、松永久秀が若江にいる義継のもとへ礼に赴いている（『二条宴乗記』）。元亀3年（1572年）1月、「三好左京兆（義継）之城」の「若江」に織田方の軍勢が向かう準備を始めたと記す史料があり（元亀3年正月4日付下間正秀書状）、畠山義就の頃に若江城が廃城になったとする小谷利明は、この時を義継期の若江城の初出とする。なお、永禄13年（1570年）1月の時点で義継が若江城にいたとする見方もある。
天正元年（1573年）7月、槇島城の戦いで信長に敗れた足利義昭が若江城に移ってくる。義昭はその後、紀伊国由良（和歌山県由良町）へと退去した。同年11月、若江城は信長から派遣された佐久間信盛により攻められた。義継の家臣である池田教正・野間康久・多羅尾綱知（後の若江三人衆）が信盛の軍勢を城に招き入れ、義継は自害した。
その後、若江城は若江三人衆に預けられる。三人衆は北河内の支配を担い、大坂本願寺攻めにも従事した。若江城は本願寺攻めの拠点として用いられ、天正4年（1576年）5月には織田信長が若江城に入って本願寺攻めの指揮を取っている（『信長公記』）。信長はこの時以外にも度々、若江城に着陣・宿泊している。

### 廃城
天正8年（1580年）に石山合戦が終結すると若江城は廃城となり、若江三人衆は新たに八尾城（八尾市）を築いた。1581年4月14日（天正9年3月11日）付のルイス・フロイス書簡によると、同年3月19日（和暦2月15日）の時点ですでに若江に城はなく、多数の住民がいる町があるだけだったという。これらのことから『日本城郭大系』では、本願寺が開城した天正8年（1580年）4月から天正9年（1581年）3月までの間に若江城が破却されたと推測されている。
一方、森田恭二は、天正8年（1580年）12月16日に催された池田教正のもとでの茶会（「池田丹後会」）の開催地が「八尾」であることを指摘し（『宗及他会記』）、その時までに若江城の構築物が八尾城に移建されたとして、若江城の破却時期を本願寺教如が大坂を退去した天正8年（1580年）8月2日から同年12月16日までの間と推定している。

## キリシタン
若江三人衆の1人、池田教正はキリシタンだった。天正4年（1576年）、教正は若江に教会を建てており、これにより本願寺門徒の改宗が進んだ。フロイスの『日本史』によると、教正が建てたのは立派な司祭館付きの教会だったという。また、河内におけるキリシタンの集住地として突出した地域として、岡山（四條畷市）・三箇（大東市）・若江の3か所が『日本史』に挙げられている。オルガンティーノはこれらの地域で、盛大な祭典を催し、美しく豪華な公開行列を行わせることで布教を進め、3つの地域のキリシタンたちも互いに競争心を掻き立てられたとされる。
若江城の廃城後、若江の教会も姿を消したが、現在の若江北町には「クルス」、若江南町には「大臼（だいうす、デウスを指す）」の字名が残っている。

## 発掘調査と城の構造
若江城の遺構は地表面には存在せず、発掘調査からその様子がうかがえる。若江城は若江郡衙や若江寺と共に、弥生時代中期から江戸時代にかけての複合遺跡である若江遺跡に含まれている。1972年（昭和47年）に若江遺跡の第1次発掘調査が行われ、2015年（平成27年）時点で調査回数は88次にわたっている。
15世紀後半の畠山期の遺構としては、3条の溝と1基の井戸のみが発見されている。遺構の少なさから、16世紀後半に城の工事が行われた際に破壊された可能性も考えられる。『長禄記』の寛正元年（1460年）9月の記事に「四方ハ皆深田ニテ、口二ツニシテ所々を堀切テ、搔楯、櫓、木戸、逆茂木思ノ儘ニ拵ヘテ」とあることから、当時の若江城の構造がうかがい知れる。
16世紀後半の三好期・織田期の遺構として、深さ3.5メートル前後、幅15–30メートルの内堀が確認されている。内堀の肩には逆茂木が打たれていた。内堀は湧水層まで掘られていたため常時水を湛えており、廃城後も近世に水路として利用されていたことが発掘調査から判明している。
内堀に囲まれた主郭は東西約130メートル、南北約130メートルの方形である。主郭南西部の内堀には土橋があり、その先に織豊系城郭の馬出と評価される突出部がある。しかしこの箇所は土橋より一段高くなっており、城の外に出撃するための馬出としては不自然であるともされる。
主郭内部では石垣や礎石建物、塼列建物が検出されている。塼列建物は土蔵として用いられたとみられ、主郭南の堀に面して建てられていた。主郭南西の内堀では、瓦葺建物を取り壊して廃棄した跡とみられる大量の瓦や壁下地、礎石が見つかっており、主郭南西部に瓦葺の隅櫓があったと推測される。
若江城周辺では、若江鏡神社の南側や若江小学校の西側などで堀の跡が見つかっている。このことから、若江城は惣構構造だったとも考えられ、その規模は東西560メートル、南北580メートルとなる。

## 所在
- 大阪府東大阪市若江本町・若江北町・若江南町[10]

## アクセス
- 近鉄奈良線「若江岩田駅」から南に1キロメートル[2]